# Yves-Marie Péan
Yves-Marie Péan, né le 25 mai 1954 à Pilate, dans l'arrondissement de Plaisance, département du Nord à Haïti est un évêque haïtien, évêque des Gonaïves (Haïti) depuis juillet 2003.

## Biographie
Il s'engage dans la Congrégation de Sainte-Croix (C.S.C) pour laquelle il est ordonné prêtre le 16 octobre 1983. 
Le 21 mai 2002, il est nommé évêque coadjuteur des Gonaïves aux côtés de Mgr Emmanuel Constant (de). Il est consacré le 13 octobre 2002 par Mgr François Gayot, alors archevêque de Cap-Haïtien, avec comme co-consécrateurs Emmanuel Constant (de) et Hubert Constant. 
Il succède à Mgr Emmanuel Constant comme évêque des Gonaïves le 30 juillet 2003. 